# Sparganium tenuicaule
Sparganium tenuicaule là một loài thực vật có hoa trong họ Typhaceae. Loài này được D.Yu & L.H.Liu miêu tả khoa học đầu tiên năm 1991.